# زبان‌های پامیری
زبان‌های پامیری، گروهی از زبان‌های ایرانی شرقی هستند که در مناطق کوهستانی پامیر، در دو کشور تاجیکستان، افغانستان و نیز در برخی از نواحی پاکستان و برخی نواحی از چین به‌ویژه در ایالت سین‌کیانگ، مورد استفاده قرار می‌گیرند. این زبان‌ها و گویش‌ها در فلات پامیر، که ساکنان آن پراکنده هستند، قرار دارند و تعداد گویشوران آن‌ها به حدود هشتاد تا نود هزار تن برآورد شده است. این زبان‌ها به دلیل موقعیت خاص جغرافیایی کمتر مورد بررسی‌های زبانشناسانه قرار گرفته‌اند.

## زبان‌ها
زبان‌های پامیری شامل گویش‌ها و زبان‌های مختلفی هستند که مهم‌ترین آنها به ترتیب الفبایی عبارتند از:
- ارشری: در قسمت علیای برتنگ.
- اشکاشمی: در محل‌هایی که رودخانهٔ پنج به سمت شمال گردش می‌کند و همچنین در سرچشمه‌های بزرگرود وردوج در افغانستان. این گویش سه گونه عمده دارد: ۱. اشکاشمی‌ای که تنها در دهکدهٔ رین رواج دارد؛ ۲. زبکی؛ ۳. سنگلیچی که رایج در سرچشمه‌های وردوج است.
- اورموری (بَرَکی، برگیتا): لهجه یا زبان گروه کوچکی است به نام اورموری یا برکی و دو نوع گویش را دربرمی‌گیرد: ۱. اورموری لوگر (در جنوب کابل)؛ ۲. اورموری کنیگرام (در پاکستان در شمال غربی شهر در اسماعیل خان)، و لهجة اخیر کهنه‌تر است. در قدیم، اورموری در سرزمین وسیعتری منتشر بود و در قرن ۱۴ شمسی/ ۲۰ قمری، از وجود آن در شمال کابل خبر داده‌اند. مردمی که در گذشته بدین زبان سخن می‌گفتند امروزه یا به تاجیکی فارسی سخن می‌گویند یا به پشتو. سکنة بوتخک (در شرق کابل) و در بعضی از بخشهای شهر پیشاور، با اینکه خود را اورموری می‌خوانند، حالا دیگر به پشتو تکلم می‌کنند. روند از میان رفتن اورموری در درةه لوگر در تاریخ ۱۳۰۳ شمسی/ ۱۹۲۴ میلادی درحال پیشرفت بوده است وگایگر و مورگنستیرنه برای یافتن گویشوران این لهجه دچار مشکلاتی بوده‌اند. اورموری و پراچی را، که هر دو در جنوب حوضة آب‌پخشان جبال هندوکش رایج‌اند، می‌توان بازپسین نمایندگان گروهی از زبانها دانست که پیش از آنکه پشتو یا فارسی بر آنها مستولی شود از گسترش مهمی برخوردار بوده‌اند. امروزه، اورموری زبان کمتر از یکصد تن اورمور است که ساکن چند قلعه و مزرعه در حوالی بَرَکی ـ بَرَک در ولایت لوگر هستند و در خارج افغانستان نیز هزار تن برکی به آن تکلم می‌کنند.
- برتنگی: در درهٔ برتنگ.
- پراچی: میان جمعیت‌های کوچک پراکنده در سرزمین‌های تاجیک و فارسی‌زبان، پشتوزبان و هندی‌زبان منتشر است. امروزه تنها در چند دهکده در طول بزرگرود شوتول (در شمال کابل) و در محلی موسوم به نیجرائو (در شمال کابل) بر جای مانده است. نخستین بار، آندریف در دهة ۱۳۰۰ شمسی/ ۱۹۲۰ میلادی این زبان را شناساند، ولی امروزه زبان تاجیکی آن را از صحنه بیرون رانده است و پراچی در دره شوتول در حال ناپدید شدن است. گویشوران پراچی در حدود شش تا هشت هزار تن بیشتر نیستند (۱۳۳۸ شمسی/ ۱۹۵۹ میلادی) و همة آنان دوزبانه‌اند، یعنی علاوه بر پراچی به تاجیکی نیز سخن می‌گویند. فقط در حدود پنج‌هزار از پراچی‌هایی که در سه دره در دامنه‌های جنوبی هندوکش ساکن‌اند، به پراچی صحبت می‌کنند.
- روشنی / روشنانی: در دو سوی رودخانهٔ پنج و پایین‌تر از شغنی (شغنان) و در درهٔ خوف.
- سرغلامی (یا سَرَگ لامی): که سابقاً در مشرق فیض‌آباد (بدخشان افغانستان) منتشر بوده، اکنون گویا به کلی از بین رفته است.
- سریکلی: در خاک چین، در ایالت سین‌کیانگ در شرق سلسله‌کوه‌های سریکل.
- سنگلیچی
- شغنانی / شغنی: در دو سوی رودخانهٔ پنج، در شمال و جنوب خوروگ و در دره‌های گونت و شاهدره.
- مونجی / مونجانی: زبان جمعیت کوچک مونجان در سرچشمهٔ رودخانهٔ کوکچا و شمال شرقی افغانستان است، با تعداد گویشوران محدود.
- وخا (وخی): در طول ساحل علیای رودخانهٔ پنج و سرچشمه‌های آن، همچنین در ناحیه چیترال، در امیرنشین جامو و کشمیر و ایالت سین‌کیانگ. در افغانستان یک ولسوالی به همین نام مسمی است و مردم آن همه به زبان وخی صحبت می‌کنند.
- یدغه (ییدغایی): در درهٔ رودخانهٔ لوتکوک (شاخابه راست کُنار)، با تعداد گویشوران محدود.
- یزغلامی: در طول رودخانهٔ یزگلا و شاخه‌های آن.
- یغنوبی‌/ یغنابی‌: در درهٔ علیای بزرگرود یغنوب و در چند دهکده واقع در درهٔ رودخانهٔ ورزوب (وَرزاب) در شمال دوشنبه. عمدتاً دو گونه یغنوبی وجود دارد: الف) در دهکده‌های مرگتوماین، نومیتکان و غیره؛ ب) شرقی، در دهکده‌های دیبالجند، پیسکن، پتیب و غیره. یغنوبی تنها گویش ایرانی نوین است که دنبالة سغدی به‌شمار می‌آید. همة گویشوران یغنوبی (حدوداً سه‌هزار تن) علاوه بر زبان مادری خود به تاجیکی نیز آشنایی دارند.

برخی‌ها زبانهای این ناحیه را هفت زبان مستقل می‌دانند که از نگاه فونیم‌شناسی یا آوایی با هم متفاوت اند ولی از نگاه مورفولوژی با هم نزدیک اند مانند زبان اشکاشمی، شغنانی، منجی، سرغلامی و یزغلامی در تاجکستان، زبان سنگلیچی و سرقولی که در چین است. تفاوت میان برخی از این گویش‌ها به حدی است که گویشوران نمی‌توانند زبان یکدیگر را به خوبی بفهمند و در این حالت، از زبان تاجیکی به عنوان زبان مشترک برای تفاهم استفاده می‌شود.

## ریشه‌شناسی زبان‌های پامیری
از نیمهٔ دوم قرن نوزدهم، توجه زبان‌شناسان به این زبان‌ها افزایش یافته و مطالعات متعدد در این زمینه انجام شده است. این زبان‌ها برای پژوهش‌های زبان‌شناسی زبان‌های ایرانی اهمیت زیادی دارند. به‌طور خاص، یغنوبی تنها گویش ایرانی نوین است که دنباله‌سوزی به سغدی را نشان می‌دهد. وبگاه اتنولوگ زبان‌های پامیری را در زمرهٔ زبان‌های ایرانی جنوب شرقی رده‌بندی می‌کند. با این وجود براساس دانشنامهٔ ایرانیکا زبان‌های پامیری در زمرهٔ زبان‌های شمال شرقی محسوب می‌شوند. این زبان‌ها را گاهی بازماندگان زبان سکایی می‌دانند. همچنین برخی بعید نمی‌دانند که ریشه‌های زبانهای پامیری به زبانهای سانسکریت، اویستایی و خوارزمی نیز برسد. برای پیدا کردن این پیوند باید تحقیقات دقیق و گسترده‌ای انجام شود.

## گروه‌بندی زبان‌ها

### شاخهٔ شغنی-یزغلامی
سه زبان شغنی، سریکاولی و زبان یزغلامی در این دسته جای دارند. این زبان‌ها در مناطق کوهستانی تاجیکستان، بخش‌هایی از افغانستان و بخش‌های کوچکی از غرب چین رایج است. شمار گویشوران این سه زبان در کشورهای افغانستان و تاجیکستان حدود ۷۵ هزار تن برآورد شده است. قریب به بیست هزار تن نیز از گویشوران دیگر این دسته در خاک چین بسر می‌برند.
- شغنانی یا شُغنی

در دو کرانهٔ رود پنج، به ویژه در ولسوالی شغنان از ولایت بدخشانِ کشور افغانستان و شهر خاروغ، شهرستان‌های شغنان، راشت‌قلعه، روشان و مرغاب در ولایت خودمختار کوهستان بدخشانِ کشور تاجیکستان. دکتر خوش نظر پامیرزاد، نویسنده افغان می‌گوید که این زبان در زمان یفتلی‌ها و کوشانی‌ها از زبان‌های رایج بوده. به گفته وی: «شغنانی گویشی از زبانهای کوشانی و یفتلی بوده که تا هنوز روی آن تحقیق درستی صورت نگرفته است.»
- یزغلامی: این زبان در کشور تاجیکستان حدود چهار هزار تن گویشور دارد که عمدتاً در سواحل رود یزغلام ساکن هستند. یزغلامی فاقد کتابت است.

### زبان روشانی
- روشانی

در دو کرانهٔ رود پنج، به ویژه در ولسوالی شغنان استان بدخشان افغانستان و شهر خاروغ، شهرستان‌های شغنان و روشان ولایت خودمختار کوهستان بدخشان تاجیکستان.

### ییدغا
این زبان حدود شش هزار گویشور در کشور پاکستان دارد و نزدیکی زیادی با زبان مونجی نشان می‌دهد.

### سنگلچی-اشکاشمی
- اِشکاشِمی: در پیچ رود پنج و سرچشمهٔ رود وردوج در خاک افغانستان و ناحیهٔ اشکاشم ولایت خودمختار کوهستان بدخشان در تاجیکستان زبان اشکاشمی میان برخی مردم بومی رواج دارد.
- سَنگلیچی: زبانی ست که در خاک افغانستان و تاجیکستان رایج است. این زبان گویشورانش اندک می‌باشند و در معرض نابودی قرار دارد.
- زبان زیباکی: این زبان گویشی اشکاشمی-سنگلچی نیز شمرده می‌شود. این گویش بمانند اشکاشمی و سنگلیچی دارای کتابت نیست.

### زبان مونجی
- مُنجی: این زبان که نزدیکی زیادی با زبان ییدغایی دارد حدود سه هزار تن گویشور در شمال شرق کشور افغانستان دارد.
تعداد گویشوران مونجی و یدغه‌ای در ۱۳۳۸شمسی/ ۱۹۵۹میلادی به دو هزار تا دوهزار پانصد تن می‌رسید.

### زبان وخی
- وَخی: در درهٔ رود وخان، سرچشمهٔ رود پنج و در ولسوالی وخان ولایت بدخشان افغانستان و ناحیهٔ اشکاشم ولایت خودمختار کوهستان بدخشان در تاجیکستان و اندکی در چترال و جامو و کشمیر و استان سین‌کیانگ. اختلاف میان بعضی از این گویش‌ها گاهی تا آنجاست که گویشوران به آن‌ها گفتار یکدیگر را نمی‌فهمند و غالباً زبان مشترک فارسی تاجیکی را برای روابط میان خود بکار می‌برند. بادشاه منیر بخاری ماهر لسان زبان‌هایی پاکستان در کتابش زبان‌های پاکستان تذکرهٔ زبان‌های پامیری دارد.

میرعلی واخانی، عضو اداره نصاب تعلیمی وزارت معارف افغانستان می‌گوید: «بیشتر از بیست هزار نفر در ولسوالی واخان زندگی می‌کنند که همه آنان به زبان واخانی تکلم می‌کنند. در تاجکستان و در چین نیز عده ای به این زبان سخن می‌گویند. همچنان در گوجال پاکستان و حتی حدود سی خانواده در ترکیه هم هستند که زبان شان واخانی است. البته که دراین زبان ادبیات صرفا ادبیات شفاهی است.»

## وضعیت کنونی و خطر انقراض
بسیاری از این زبان‌ها در حال حاضر با خطر انقراض روبرو هستند. به عنوان مثال، ساکنان درهٔ ونچ تا چندی پیش به یکی از گویش‌های پامیری صحبت می‌کردند، اما اکنون به گروه بزرگ تاجیک‌زبان پیوسته و زبان ونچی فراموش شده است. زبان سرغلامی در حال حاضر گویشوری ندارد و در کنار آن زبان زیباکی که عده ای آنرا جز زبان پامیری می‌دانند هم در حال حاضر متکلمی ندارد. زبان سنگلیچی زبانی است که حدود پنجاه خانواده یا کمتر به آن سخن می‌گویند. زبان اشکاشمی در دو طرف آمو پراکنده است. در سمت تاجکستان گویشوران آن بیشتر اند ولی در افغانستان فقط در یک قریه باقی مانده‌اند.
در حال حاضر وزارت معارف افغانستان با توجه به اصل قانون اساسی این کشور که آموزش به زبان مادری را حق تمام شهروندان خوانده است، اقداماتی را در زمینه نوشتاری کردن برخی زبان‌های پامیری آغاز کرده است.